# Регресия (геоморфология)
Регресията е явление, при което морето отстъпва и част от неговото дъно се превръща в суша в резултат от негативните епейрогенни (колебателни) движения на земната кора или намаляване обема на водата в океана по време на ледниковите епохи. Регресиите се наблюдават през цялата геоложка история на Земята. За регресивните наслаги е характерна смяната на дълбокоморски с плитководни фации отдолу нагоре.
Най-известен пример за съвременна регресия на бреговата линия е този за Феноскандия. Тя е установена от разпространението и високото разположение на късноледниковите морски наслаги от времето на т.нар. йолдиево потъване и от по-младите абразионни тераси, врязани в устойчивите скали. Както показва елиптичния ход на т.нар. изанабази (това са линии, които свързват точки с еднаква величина на издигане), Феноскандия е претърпяла от края на ледниковата епоха щитовидно издуване с чувствителни размери. Докато по южното и западното норвежка крайбрежие тези колебания са отдавна приключили, в обсега на Балтийско море те все още продължават, което е установено от редовните наблюдения от 18 век насам. Интензивността на колебателните движения е различно в обсега на самия басейн на Балтийско море. Техният максимум достига величина 11 mm средно годишно в Ботническия залив на около 62°30′ с.ш., чиято е стойност, известна още от 19 век.
Морфоложки белези за издигане на сушата са морските тераси, разположени далеч и високо над морето. В тях се установяват следи от морски организми, наличието на стръмен брегови откос и др. Такива морски тераси са установени в южната част на Апенинския полуостров на 1200 m височина (Калабрия), в Южна Гърция на 700 m височина и в Южно Чили на 400 m. Белези за регресия са и високо издигнатите над съвременното морско равнище коралови рифове, край остров Нова Гвинея, а също и различните по височина речни тераси в долините на почти всички реки.

## Вижте още
- Епейрогенни движения
- Трансгресия